# NGC 5417
NGC 5417 é uma galáxia espiral (Sa) localizada na direcção da constelação de Boötes. Possui uma declinação de +08° 02' 12" e uma ascensão recta de 14 horas, 02 minutos e 13,0 segundos.
A galáxia NGC 5417 foi descoberta em 23 de Janeiro de 1784 por William Herschel.